# Ђоко Шалић
Ђоко Шалић (Соколац, 18. септембар 1995) српски је кошаркаш. Игра на позицији центра, а тренутно наступа за сарајевску Босну.

## Каријера
Шалић је из млађих категорија Будућности из Бијељине прешао у јануару 2010. у јуниоре OKK Спарс из Сарајева. У јулу 2013. потписао је вишегодишњи уговор са београдским Партизаном. Са црно–белима је постао првак Србије у сезони 2013/14. У новембру 2014. раскинуо је уговор са Партизаном. Након одласка из Партизана, Шалић се вратио у матични Спарс за који је наступао до краја 2014/15. сезоне. У септембру 2015. потписао је за Сутјеску из Никшића. Након две године у Сутјесци, вратио се у Партизан за сезону 2017/18, у којој је освојен Куп Радивоја Кораћа. Сезону 2018/19. је већим делом провео у Хелиос сансима, да би се у априлу 2019. прикључио београдском Динамику, пред почетак такмичења у Суперлиги Србије. У дресу Динамика је током Суперлиге бележио просечно 18,2 поена по утакмици, а најбољу партију је пружио у последњем колу када је у победи над Новим Пазаром забележио 47 поена. Током сезоне 2020/21. наступао је за Младост из Мркоњић Града у Првој лиги Босне и Херцеговине. У јулу 2021. потписао је уговор са пољском екипом Вилки Морскије Шчећин. Играч овог клуба је био до 1. јануара 2022, када је уговор раскинут. Истог месеца потписао је за украјински Черкаски мавпи. У екипи из Черкасија је провео тек месец и по дана, након чега је напустио клуб због Руске инвазије на Украјину. Почетком марта 2022. потписао је за Слободу из Тузле. Током сезоне 2022/23. наступао је прво за литвански Пријенај, да би од јануара 2023. прешао у француског друголигаша Рошел. Сезону 2023/24. почео је у чачанском Борцу, али је споразумно раскинуо уговор са клубом 30. децембра 2023. године. У фебруару 2024. потписао је за сарајевску Босну.
Са репрезентацијом Србије до 19 година освојио је 2013. сребрну медаљу на Светском првенству у Чешкој. Био је и део тима који је 2014. дошао до бронзане медаље на Европском првенству до 20 година.

## Успеси

### Клупски
- Партизан:
  - Првенство Србије (1): 2013/14.
  - Куп Радивоја Кораћа (1): 2018.

- Босна:
  - Друга Јадранска лига (1): 2024/25.
  - Куп Босне и Херцеговине (1): 2024.

### Репрезентативни
- Европско првенство до 18 година: 
  -  2012.
- Светско првенство до 19 година: 
  -  2013.
- Европско првенство до 20 година:
  -  2015.
  -  2013.